# Kriegs- und Boykotthetze
Kriegs- und Boykotthetze hatte die erste Verfassung der Deutschen Demokratischen Republik aus dem Jahr 1949 in Artikel 6 zu einem Verbrechen im Sinne des Strafgesetzbuches erklärt. Bis 1957 benutzte die DDR-Justiz den Artikel 6 durch Auslegung als Ersatz für die fehlenden Staatsschutzparagraphen auch zur Verhängung der Todesstrafe.

## Anwendung während des Bestehens der DDR
In der DDR galt zunächst – wie in ganz Deutschland – das Reichsstrafgesetzbuch von 1871 ohne die vom Alliierten Kontrollrat außer Kraft gesetzten Staatsschutzparagraphen. Politische Straftaten subsumierten die Staatsanwaltschaften in den 1950er Jahren im Wesentlichen unter Art. 6 Abs. 2 der Verfassung. Dort hieß es:
„Boykotthetze gegen demokratische Einrichtungen und Organisationen, Mordhetze gegen demokratische Politiker, Bekundung von Glaubens-, Rassen-, Völkerhaß, militärischer Propaganda sowie Kriegshetze und alle sonstigen Handlungen, die sich gegen die Gleichberechtigung richten, sind Verbrechen im Sinne des Strafgesetzbuches. Ausübung demokratischer Rechte im Sinne der Verfassung ist keine Boykotthetze.“
Die Bestimmung war im Sinne einer Generalklausel so formuliert, dass sich alles darunter als Straftatbestand subsumieren ließ, was sich im politischen Tagesgeschehen gegen die Interessen der SED richtete. Nach einer Entscheidung des Obersten Gerichts der DDR (OG) von 1950 war sie trotz fehlender Strafdrohung „ein unmittelbar anzuwendendes Strafgesetz“.
Ein Beispiel für die Anwendung von Artikel 6 war der Prozess gegen Johann Burianek, der entsprechend dieser Auslegung vom OG als Erster zum Tode verurteilt und am 2. August 1952 in der Zentralen Hinrichtungsstätte der DDR in Dresden mit dem Fallbeil hingerichtet wurde.
Als das Strafrechtsergänzungsgesetz vom 11. Dezember 1957 umfangreiche Staatsschutzbestimmungen geschaffen hatte, verschwand aus der Rechtspraxis mit der Auslegung des Artikels 6 auch der Begriff Boykotthetze. Im Strafgesetzbuch der DDR vom 12. Januar 1968 und in der „sozialistischen“ Verfassung der DDR aus dem Jahr 1968 war er nicht mehr enthalten. Gleichwohl übernahm das Strafgesetzbuch von 1968 die entsprechenden Straftatbestände. „Staatsfeindliche Hetze“ (§ 106) wurde darin mit einer Freiheitsstrafe von einem bis zu fünf Jahren, in schweren Fällen von zwei bis zu zehn Jahren, bestraft. Das Kapitel „Straftaten gegen die staatliche Ordnung“ enthielt neben dem Tatbestand der „Staatsverleumdung“ (§ 220) unter anderem den der „Beeinträchtigung staatlicher oder gesellschaftlicher Tätigkeit“ (§ 214), des Rowdytums (§ 215), der „Vereinsbildung zur Verfolgung gesetzwidriger Ziele“ (§ 218) und der „ungesetzlichen Verbindungsaufnahme“ (§ 219). Das 2. und das 3. Strafrechtsänderungsgesetz erhöhten sukzessive den Strafrahmen dieser Tatbestände.
Auch die Liedermacherin Bettina Wegner bekam während des Prager Frühlings juristische Schwierigkeiten. Ähnlich verhielt es sich u. a. mit dem Bürgerrechtler Roland Jahn.

## Behandlung der Verurteilungen wegen Kriegs- und Boykotthetze nach der Wiedervereinigung
Nach der höchstrichterlichen Rechtsprechung des Bundesgerichtshofes kann die sehr weite Auslegung des Tatbestandes der Kriegs- und Boykotthetze durch die Staatsanwaltschaft der DDR unter Umständen keine vorsätzliche Rechtsbeugung darstellen. Nach der Rechtsprechung des BGH handelte es sich hierbei zwar um eine nach rechtsstaatlichen Gesichtspunkten untragbare Interpretation, welche auch objektiv den Tatbestand der Rechtsbeugung erfülle. Andererseits handele es sich aber auf der inneren Tatseite um eine vom Standpunkt der DDR-Justiz zulässige, vom Obersten Gericht der DDR gebilligte Rechtsauffassung, an die die Staatsanwaltschaft in der DDR durch die enge Weisungsgebundenheit auch gebunden war.
Anders kann es sich bei Richtern verhalten, wenn diese den Tatbestand der Kriegs- und Boykotthetze unangemessen überdehnten oder aber die verhängte Strafe in einem unerträglichen Missverhältnis zu der abgeurteilten Handlung stand, etwa die Todesstrafe wegen Kriegs- und Boykotthetze ausgesprochen wurde.